# Perugia megye
Perugia megye Umbriában található, székhelye Perugia. Perugia megye Pesaro és Urbino, Ancona, Macerata, Ascoli Piceno, Rieti, Terni, Siena és Arezzo megyékkel határos. Umbria legnagyobb megyéje, a régió területének kétharmadát foglalja el. 1923-ig az egész umbriai terület ide tartozott, azonban ekkor Rieti és a la Sabina területeket Róma megyéhez csatolták Rieti és Terni megye 1927-es létrehozásáig.

## Földrajza
Itt helyezkedik el a Trasimeno-tó, amely egész Olaszország negyedik legnagyobb tava.

## Közlekedés

### Repterek
A megyében két repülőtér működik: az Aeroporto di Perugia-Sant'Egidio és Foligno repülőtere, amely a polgári védelmet szolgálja ki.

### Vasútvonalak
A megyét két vasúttársaság, az Olasz Államvasutak (Ferrovie dello Stato) és az Umbriai Központi Vasút (Ferrovia Centrale Umbra s.r.l.) szolgálja ki. Három vasútvonal szeli át a megye területét: 
- Orte–Terontola
- Foligno – Terontola
- Orte – Fabriano

### Autóutak
A megyén csak pár km hosszan halad át az A1 autópálya a Fabro és Chiusi-Chianciano Terme lejárók közötti szakaszon.

## Legfontosabb községek

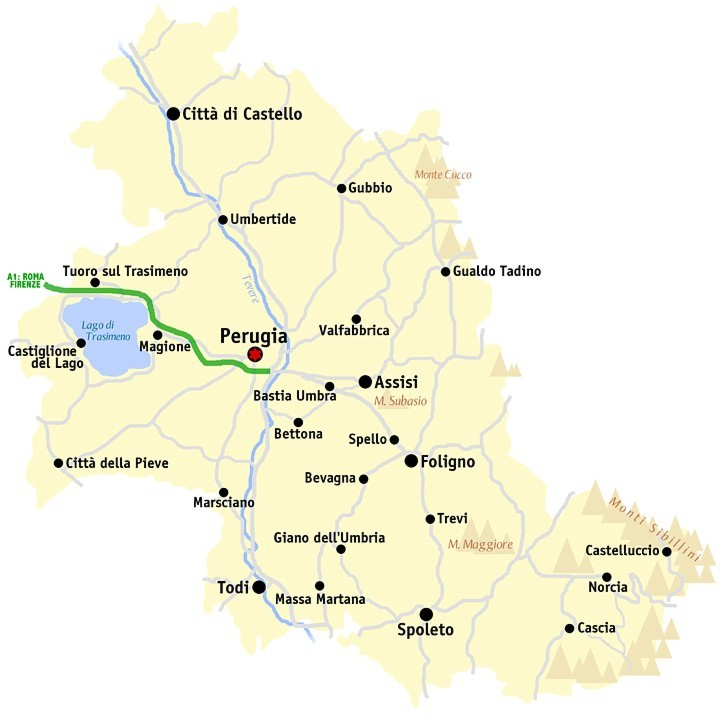
Perugia megye

| Kép | Község            | Lakosság (ab) | Terület (km²) |
| --- | ----------------- | ------------- | ------------- |
|     | Perugia           | 167.579       | 449 km²       |
|     | Foligno           | 57.917        | 263,7 km²     |
|     | Città di Castello | 40.479        | 387 km²       |
|     | Spoleto           | 39.418        | 349 km²       |
|     | Gubbio            | 33.018        | 525 km²       |
|     | Assisi            | 27.942        | 186 km²       |
|     | Bastia Umbra      | 21.800        | 27,6 km²      |

## Fordítás
- Ez a szócikk részben vagy egészben  a   Provincia di Perugia című olasz Wikipédia-szócikk fordításán alapul.  Az eredeti cikk szerkesztőit annak laptörténete sorolja fel. Ez a jelzés csupán a megfogalmazás eredetét és a szerzői jogokat jelzi, nem szolgál a cikkben szereplő információk forrásmegjelöléseként.